# Полет 1383 на „Урал Еърлайнс“
Полет 1383 на „Урал Еърлайнс“ е редовен вътрешен пътнически полет от летище „Сочи – Адлер“, Сочи, до летище „Омск“, Омск, Русия, управляван от „Урал Еърлайнс“. На 12 септември 2023 г. на борда на самолета „Еърбъс А320-214“, който изпълнява полета, възниква авария, тъй като вратата на колесника остава отворена, което довежда до увеличен разход на гориво, утежнен от силните насрещни ветрове. Екипажът съобщава за повредата и тъй като не е сигурен, че ще стигне до Новосибиркс, извършва аварийно кацане в пшенично поле близо Каменка, Новосибирска област. Оцеляват всички 165 души на борда.
Предполага се, че инцидентът възниква заради затрудненията на руските авиокомпании да снабдяват самолетите си с резервни части поради международните санкции срещу Русия в резултат на руското нападение над Украйна. Превозвачът обаче отрича да използва несертифицирани резервни части.
Първоначално „Урал Еърлайнс“ заявява, че самолетът претърпява леки повреди и след ремонт „най-вероятно ще може да лети в бъдеще“. Двигателите поглъщат „малко количество почва“ и е необходимо да се подменят някои части. По-късни съобщения в руските медии обаче показват, че машината ще бъде разглобена и използвана за резервни части поради финансови причини.